# 読売ジャイアンツの選手一覧
- 読売ジャイアンツ > 読売ジャイアンツの選手一覧
- 日本のプロ野球選手一覧 > 読売ジャイアンツの選手一覧

読売ジャイアンツの選手一覧（よみうりジャイアンツのせんしゅいちらん）は、読売ジャイアンツに所属している監督・コーチ・選手、およびかつて所属していた選手の一覧である。

## 監督・コーチ

### 一軍
| 背番号 | 名前       | 役職                       |
| ------ | ---------- | -------------------------- |
| 83     | 阿部慎之助 | 監督                       |
| 76     | 二岡智宏   | ヘッド兼打撃チーフコーチ   |
| 75     | 橋上秀樹   | 作戦戦略コーチ兼スコアラー |
| 74     | 村田善則   | 総合コーチ                 |
| 79     | 亀井善行   | 打撃コーチ                 |
| 86     | 古城茂幸   | 内野守備コーチ             |
| 93     | 松本哲也   | 外野守備兼走塁コーチ       |
| 81     | 杉内俊哉   | 投手チーフコーチ           |
| 77     | 内海哲也   | 投手コーチ                 |
| 88     | 實松一成   | バッテリーコーチ           |

### 二軍
| 背番号 | 名前     | 役職                 |
| ------ | -------- | -------------------- |
| 73     | 桑田真澄 | 監督                 |
| 78     | 川相昌弘 | 野手総合コーチ       |
| 80     | 矢野謙次 | 打撃チーフコーチ     |
| 87     | 橋本到   | 打撃コーチ           |
| 71     | 山口鉄也 | 投手チーフコーチ     |
| 72     | 大竹寛   | 投手コーチ           |
| 85     | 脇谷亮太 | 内野守備兼走塁コーチ |
| 82     | 鈴木尚広 | 外野守備兼走塁コーチ |
| 89     | 加藤健   | バッテリーコーチ     |

### 三軍
| 背番号 | 名前       | 役職                 |
| ------ | ---------- | -------------------- |
| 70     | 駒田徳広   | 監督                 |
| 103    | 金城龍彦   | 野手総合コーチ       |
| 100    | 三澤興一   | 投手チーフコーチ     |
| 104    | 野上亮磨   | 投手コーチ           |
| 105    | 吉川大幾   | 内野守備兼走塁コーチ |
| 107    | 立岡宗一郎 | 外野守備兼走塁コーチ |
| 102    | 市川友也   | バッテリーコーチ     |

### 巡回
| 背番号 | 名前               | 役職           |
| ------ | ------------------ | -------------- |
| 84     | 久保康生           | 巡回投手コーチ |
| 110    | ゼラス・ウィーラー | 巡回打撃コーチ |

## 所属選手

### 投手
| 背番号 | 選手名                   | 投 | 打 | 備考                            |
| ------ | ------------------------ | -- | -- | ------------------------------- |
| 11     | 田中将大                 | 右 | 右 | 楽天から移籍                    |
| 15     | 大勢                     | 右 | 右 |                                 |
| 17     | 西舘勇陽                 | 右 | 右 |                                 |
| 19     | 山﨑伊織                 | 右 | 左 |                                 |
| 20     | 戸郷翔征                 | 右 | 右 |                                 |
| 26     | 今村信貴                 | 左 | 左 |                                 |
| 28     | 高橋礼                   | 右 | 右 |                                 |
| 29     | フォスター・グリフィン   | 左 | 左 |                                 |
| 30     | 近藤大亮                 | 右 | 右 |                                 |
| 31     | 赤星優志                 | 右 | 右 |                                 |
| 33     | カイル・ケラー           | 右 | 右 |                                 |
| 36     | 馬場皐輔                 | 右 | 右 |                                 |
| 41     | 中川皓太                 | 左 | 左 |                                 |
| 45     | 田中瑛斗                 | 右 | 左 | 日本ハムから現役ドラフトで移籍  |
| 46     | 又木鉄平                 | 左 | 左 |                                 |
| 47     | 森田駿哉                 | 左 | 左 |                                 |
| 48     | 田中千晴                 | 右 | 右 |                                 |
| 49     | アルベルト・バルドナード | 左 | 左 |                                 |
| 53     | 高梨雄平                 | 左 | 左 |                                 |
| 57     | 宮原駿介                 | 左 | 左 | 2024年ドラフト5位               |
| 58     | 船迫大雅                 | 右 | 左 |                                 |
| 62     | 横川凱                   | 左 | 左 |                                 |
| 63     | 泉圭輔                   | 右 | 右 |                                 |
| 64     | 山田龍聖                 | 左 | 左 | 育成選手からの支配下登録        |
| 65     | 石川達也                 | 左 | 右 | DeNAから移籍                    |
| 66     | 平内龍太                 | 右 | 右 |                                 |
| 68     | 菊地大稀                 | 右 | 左 | 育成選手からの支配下登録        |
| 90     | 石田充冴                 | 右 | 右 | 2024年ドラフト4位               |
| 91     | 堀田賢慎                 | 右 | 右 |                                 |
| 92     | ライデル・マルティネス   | 右 | 左 | 中日から移籍                    |
| 95     | 戸田懐生                 | 右 | 右 | 育成選手からの支配下登録        |
| 97     | 井上温大                 | 左 | 左 |                                 |
| 99     | 京本眞                   | 右 | 右 |                                 |
| 012    | 三浦克也                 | 左 | 左 | 育成選手                        |
| 014    | 堀江正太郎               | 右 | 右 | 育成選手・2024年育成ドラフト2位 |
| 015    | 鈴木圭晋                 | 右 | 左 | 育成選手・2024年育成ドラフト3位 |
| 016    | 千葉隆広                 | 左 | 左 | 育成選手                        |
| 018    | 木下幹也                 | 右 | 右 | 育成選手                        |
| 019    | 園田純規                 | 右 | 右 | 育成選手                        |
| 021    | 松井颯                   | 右 | 右 | 育成選手・93から背番号変更      |
| 023    | 田村朋輝                 | 右 | 右 | 育成選手                        |
| 026    | 吉村優聖歩               | 左 | 左 | 育成選手                        |
| 028    | 富田龍                   | 左 | 左 | 育成選手                        |
| 029    | 西川歩                   | 左 | 左 | 育成選手・2024年育成ドラフト5位 |
| 030    | 吹田志道                 | 右 | 右 | 育成選手・2024年育成ドラフト4位 |
| 034    | 森本哲星                 | 左 | 左 | 育成選手                        |
| 035    | エルビス・ルシアーノ     | 右 | 右 | 育成選手                        |
| 041    | 黄錦豪                   | 左 | 左 | 育成選手                        |
| 042    | フランシス・グズマン     | 左 | 左 | 育成選手・新外国人              |
| 047    | 鴨打瑛二                 | 左 | 左 | 育成選手                        |
| 054    | 直江大輔                 | 右 | 右 | 育成選手・54から背番号変更      |
| 063    | 花田侑樹                 | 右 | 左 | 育成選手                        |
| 068    | 代木大和                 | 左 | 左 | 育成選手・68から背番号変更      |
| 077    | 石田隼都                 | 左 | 左 | 育成選手・56から背番号変更      |

### 捕手
| 背番号 | 選手名     | 投 | 打 | 備考                            |
| ------ | ---------- | -- | -- | ------------------------------- |
| 10     | 甲斐拓也   | 右 | 右 | ソフトバンクからFA移籍          |
| 22     | 小林誠司   | 右 | 右 |                                 |
| 24     | 大城卓三   | 右 | 左 |                                 |
| 27     | 岸田行倫   | 右 | 右 |                                 |
| 37     | 郡拓也     | 右 | 右 |                                 |
| 67     | 山瀬慎之助 | 右 | 右 |                                 |
| 94     | 喜多隆介   | 右 | 右 |                                 |
| 006    | 坂本勇人   | 右 | 右 | 育成選手                        |
| 010    | 大津綾也   | 右 | 右 | 育成選手                        |
| 022    | 亀田啓太   | 右 | 右 | 育成選手                        |
| 024    | 坂本達也   | 右 | 右 | 育成選手・2024年育成ドラフト1位 |

### 内野手
| 背番号 | 選手名     | 投 | 打 | 備考                            |
| ------ | ---------- | -- | -- | ------------------------------- |
| 00     | 湯浅大     | 右 | 右 |                                 |
| 0      | 増田大輝   | 右 | 右 |                                 |
| 2      | 吉川尚輝   | 右 | 左 |                                 |
| 5      | 門脇誠     | 右 | 左 |                                 |
| 6      | 坂本勇人   | 右 | 右 |                                 |
| 23     | 石塚裕惺   | 右 | 右 | 2024年ドラフト1位               |
| 25     | 岡本和真   | 右 | 右 |                                 |
| 32     | 浦田俊輔   | 右 | 左 | 2024年ドラフト2位               |
| 35     | 泉口友汰   | 右 | 左 |                                 |
| 40     | 中山礼都   | 右 | 左 |                                 |
| 52     | リチャード | 右 | 右 | ソフトバンクからトレード移籍    |
| 60     | 荒巻悠     | 右 | 左 | 2024年ドラフト3位               |
| 61     | 増田陸     | 右 | 右 |                                 |
| 002    | 中田歩夢   | 右 | 右 | 育成選手・95から背番号変更      |
| 004    | 村山源     | 右 | 右 | 育成選手                        |
| 005    | 田上優弥   | 右 | 右 | 育成選手                        |
| 007    | 宇都宮葵星 | 右 | 左 | 育成選手                        |
| 008    | 相澤白虎   | 右 | 右 | 育成選手                        |
| 025    | 竹下徠空   | 右 | 右 | 育成選手・2024年育成ドラフト6位 |
| 027    | 北村流音   | 右 | 右 | 育成選手                        |

### 外野手
| 背番号 | 選手名                 | 投 | 打 | 備考                     |
| ------ | ---------------------- | -- | -- | ------------------------ |
| 7      | 長野久義               | 右 | 右 |                          |
| 8      | 丸佳浩                 | 右 | 左 |                          |
| 12     | 萩尾匡也               | 右 | 右 |                          |
| 13     | トレイ・キャベッジ     | 右 | 左 | 新外国人                 |
| 38     | 岡田悠希               | 右 | 左 |                          |
| 39     | マレク・フルプ         | 右 | 右 | 育成選手からの支配下登録 |
| 42     | エリエ・ヘルナンデス   | 右 | 右 |                          |
| 43     | 重信慎之介             | 右 | 左 |                          |
| 44     | 佐々木俊輔             | 右 | 左 |                          |
| 50     | オコエ瑠偉             | 右 | 右 |                          |
| 51     | 浅野翔吾               | 右 | 右 |                          |
| 54     | 乙坂智                 | 右 | 左 | NPB復帰                  |
| 59     | 若林楽人               | 右 | 右 |                          |
| 69     | 笹原操希               | 右 | 右 | 育成選手からの支配下登録 |
| 96     | 三塚琉生               | 左 | 左 | 育成選手からの支配下登録 |
| 98     | 鈴木大和               | 右 | 右 | 育成選手からの支配下登録 |
| 013    | フリアン・ティマ       | 右 | 右 | 育成選手                 |
| 033    | 平山功太               | 右 | 右 | 育成選手                 |
| 044    | 大城元                 | 右 | 右 | 育成選手                 |
| 049    | クリスチャン・フェリス | 左 | 左 | 育成選手・新外国人       |
| 051    | 舟越秀虎               | 右 | 両 | 育成選手                 |

## 退団・移籍した選手
大日本東京野球倶楽部、東京巨人軍時代も含む。名前は選手として在籍した最終年の登録名を基準とする。

### あ行
あ
- 相川賢一（1952 - 1953）
- 相川亮二（2015 - 2017）
- 相羽欣厚（1962 - 1972）
- 会田有志（2006 - 2009）
- 青木高広（2013途 - 2015）
- 青木宥明（1960 - 1962）
- 青木稔（1955 - 1957）
- 青柴憲一（1935 - 1938）
- 青田昇（1942 - 1943・1948 - 1952）
- 青山誠（2014 - 2018）
- 赤嶺賢勇（1977 - 1983）
- 秋葉直樹（1991）
- 秋広優人（2021 - 2025途）
- 秋丸正道（1964）
- 秋本祐作（1972 - 1973）
- マニー・アコスタ（2013）
- 朝井秀樹（2010途 - 2012）
- 浅野啓司（1977 - 1984）
- 浅野智治（1990 - 1997）
- 芦沢明（2007）
- 東口義松（1955）
- サムエル・アダメス（2016途 - 2019）
- 阿南徹（2013 - 2016）
- 阿野鉱二（1970 - 1976）
- アブナー・アブレイユ（2016）
- 阿部剣友（2021 - 2023）
- 阿部茂樹（1991 - 1997）
- 阿部慎之助（2001 - 2019）
- 阿部成宏（1971 - 1972）
- 雨宮敬（2012 - 2014）
- 荒井颯太（2018 - 2020）
- 新井智博（1969 - 1977）
- 荒川巌（1966 - 1971）
- 荒川俊男（1975 - 1978）
- ジョージ・アリアス（2006途 - 終了）
- 有田修三（1986 - 1989）
- ジョナサン・アルバラデホ（2011）
- エドガルド・アルフォンゾ（2009途 - 終了）
- ヘクター・アルモンテ（2001途 - 2002）
- 淡口憲治（1971 - 1985）
- 阿波野秀幸（1995 - 1997）
- 安旭（2006途 - 終了）
- 安西健二（1981 - 1983）
- レスリー・アンダーソン（2014 - 2016）
- 安藤元博（1965）
- マット・アンドリース（2022）

い
- 李承燁（2006 - 2010）
- 飯尾尊雄（1967 - 1969）
- 五十嵐辰馬（1949 - 1950）
- 猪口明宏（1976 - 1978）
- 池沢義行（1962 - 1964・1966）
- 池田功（1952）
- 池田駿（2017 - 2020途）
- 池田正憲（1965）
- 井坂興（1962）
- 石井茂雄（1979途 - 終了）
- 石井浩郎（1997 - 1999）
- 石井雅博（1983 - 1990）
- 石井義人（2012 - 2014）
- 石川厚（1978 - 1979）
- 石川慎吾（2017 - 2023途）
- 石川雅実（2002 - 2003）
- 石毛博史（1989 - 1996）
- 石坂善七（1955 - 1956）
- 石原碩夫（1965）
- 伊集院峰弘（2007 - 2012）
- 石渡茂（1983途 - 1985）
- 泉田喜義（1940 - 1942）
- 磯貝公伸（1988 - 1990）
- 市岡忠男（1934 - 1935）
- 一岡竜司（2012 - 2013）
- 市川友也（2010 - 2013）
- 市田政光（1958）
- 井出竜也（2004）
- 伊藤海斗（2020 - 2022）
- 伊藤健太郎（1936 - 1943）
- 伊藤昭二（1947）
- 伊藤隆偉（1999途 - 終了）
- 伊藤元喜（1979 - 1983）
- 伊藤博康（1992 - 1995）
- 伊藤優輔（2021 - 2024）
- 伊藤芳明（1959 - 1965）
- 稲垣秀次（1983 - 1989）
- 乾真大（2016途 - 2017）
- 井野卓（2013 - 2014）
- 井納翔一（2021 - 2022）
- 井上真二（1985 - 1998）
- 井上武（1966 - 1967）
- 井上安雄（1953 - 1954）
- 井上康弘（1937 - 1939）
- 井上善夫（1968）
- 井上嘉弘（1949）
- 井端弘和（2014 - 2015）
- 伊原春樹（1976 - 1977）
- 今泉勝義（1944・1946）
- 入来智（1999 - 2000）
- 入来祐作（1997 - 2003）
- 入谷正典（1952 - 1956）
- 入野久彦（2003 - 2004）
- 岩尾孝幸（1960 - 1962）
- 岩隈久志（2019 - 2020）
- 岩郷泰博（1962 - 1963）
- 岩下守道（1949 - 1958）
- 岩舘学（2004 - 2009）
- 岩本章（1938 - 1939）
- 岩本進（1961 - 1963途）
- 岩本尭（1953 - 1958）
- 隠善智也（2007 - 2015）

う
- ゼラス・ウィーラー（2020途 - 2022）
- 呉猛（2006途 - 終了）
- ウーゴ（2016）
- 上田和明（1985 - 1993）
- 上田武司（1964 - 1978）
- 上辻修（1977 - 1980）
- 上野新（1959 - 1961）
- 上野敬三（1980 - 1981）
- 上野貴久（2007 - 2011）
- 上野裕平（2001 - 2004）
- 上原浩治（1999 - 2008・2018途 - 2019途）
- アダム・ウォーカー（2022 - 2023）
- 魚満芳（1971 - 1976）
- 宇佐見真吾（2016 - 2019途）
- 宇佐美敏晴（1966 - 1970）
- 内木忠男（1962）
- 内薗直樹（2000 - 2002途）
- 内田圭一（1971 - 1972）
- 内田昌三（1954 - 1955）
- 内田大孝（1991 - 1993）
- 内堀保（1935 - 1937・1941・1946 - 1951）
- 内海五十雄（1938 - 1939）
- 内海哲也（2004 - 2018）
- 宇野雅美（1997 - 1998）
- 宇野光雄（1947 - 1948・1950 - 1953）
- 梅田邦三（1969 - 1970）
- 梅田浩（2006 - 2008）
- エスタミー・ウレーニャ（2020 - 2022・2024）

え
- 江柄子裕樹（2012 - 2017）
- 江川卓（1979途 - 1987）
- 江口行男（1935）
- 越後一（1946）
- 江藤智（2000 - 2005）
- 江藤省三（1966 - 1968）
- エドガー（2010・2012途 - 終了）
- 榎康弘（1998 - 1999）

お
- 王貞治（1959 - 1980）
- 扇原修（1965 - 1969）
- 大石滋昭（1982 - 1983途）
- 大内貴志（1990 - 1994）
- 大江弘（1961 - 1962）
- 大江竜聖（2017 - 2025途）
- 大北敏博（1971 - 1979）
- 大久保博元（1992途 - 1995）
- 大熊伸行（1961 - 1965）
- 大下正忠（1969 - 1970）
- 大須賀允（2002 - 2006）
- 大隅正人（1968 - 1970）
- 太田幸司（1983途 - 終了）
- 大田泰示（2009 - 2016）
- 太田敏彦（1950 - 1954）
- 太田龍（2020 - 2023）
- 大竹寛（2014 - 2021）
- 大竹憲治（1970 - 1976）
- 大竹秀義（2016 - 2017）
- 大立恭平（2009 - 2012）
- 大塚淳弘（1982 - 1984）
- 大友工（1949 - 1959）
- 大西崇之（2006）
- 大抜亮祐（2007 - 2009）
- 大野和哉（1990 - 1999）
- 大野雄次（1992 - 1993）
- 大野倫（1996 - 2000）
- 大場豊千（1996 - 2001）
- 大橋勲（1963 - 1968）
- 大橋智干（1940）
- 大畑裕勝（1994 - 1996）
- 大道典嘉（2007 - 2010）
- 大村三郎（2011途 - 終了）
- 大本則夫（1975 - 1976）
- 大森剛（1990 - 1998途）
- 大屋克己（1943）
- 大累進（2013 - 2016途）
- 岡昭彦（1975 - 1976）
- 岡崎郁（1980 - 1996）
- 小笠原道大（2007 - 2013）
- 岡島秀樹（1994 - 2006途）
- 緒方耕一（1987 - 1998）
- 岡田忠雄（1976 - 1980）
- 緒方俊明（1947 - 1949）
- 岡田展和（1992 - 1999）
- 岡田稔（1955 - 1957）
- 岡部宏（1949 - 1954）
- 岡本圭右（1987）
- 岡本光（1983 - 1988）
- 岡本大翔（2021 - 2024）
- 小川邦和（1973 - 1977）
- 小川清一（1980）
- 荻野一雄（1960 - 1961）
- 荻野貴幸（2011 - 2014）
- 荻原満（1988 - 1992）
- 奥村展征（2014）
- 淡河弘（1962 - 1964）
- 小沢浩一（1988 - 1994）
- 小関竜也（2006途 - 2007）
- 小田幸平（1998 - 2005）
- 小田芳男（1968 - 1972）
- 小田嶋正邦（2007 - 2010）
- 越智大祐（2006 - 2014）
- 落合博満（1994 - 1996）
- ルーグネッド・オドーア（2024 - 2024途）
- 小沼健太（2023途 - 2024）
- 小野剛（2001 - 2002）
- 小野淳平（2010 - 2013途）
- 小野仁（1997 - 2002）
- 小幡晴彦（1985 - 1988）
- 小原五郎（1954 - 1955）
- 小原正行（1981 - 1985）
- ウィルフィン・オビスポ（2007途 - 2010）
- 小俣進（1976 - 1979）
- 折下光輝（2018 - 2020）
- 織田淳哉（1995 - 1999）

### か行
か
- 柿澤貴裕（2017 - 2018途）
- 鍵谷陽平（2019途 - 2023）
- 加倉井実（1953 - 1959）
- 笠井駿（2018 - 2020）
- 笠島尚樹（2021 - 2024）
- 笠原将生（2009 - 2015）
- 笠原正行（1952 - 1955）
- 笠間雄二（1977 - 1979）
- 梶谷隆幸（2021 - 2024）
- 加治前竜一（2008 - 2014）
- 柏枝文治（1953 - 1956）
- 柏田貴史（1990 - 1997途・1998 - 2005）
- ペドロ・カステヤーノ（1997途 - 終了）
- アレックス・カステヤーノス（2015途 - 終了）
- 加田次男（1961 - 1962）
- 片岡節次郎（1953 - 1954）
- 片岡治大（2014 - 2017）
- 加地健三郎（1950）
- 香月一也（2020途 - 2023）
- 香月良太（2013 - 2016）
- 加藤克巳（1955 - 1963）
- 加藤健（1999 - 2016）
- 加藤脩平（2017 - 2020）
- 加藤壮太（2020 - 2021）
- 歌藤達夫（2009）
- 加藤初（1976 - 1990）
- 加藤英司（1986）
- 河東真（1962 - 1964）
- 加藤康雄（1958）
- 加藤廉（2021 - 2024）
- 門倉健（2007 - 2008）
- 鹿取義隆（1979 - 1989）
- 加登脇卓真（2006 - 2008）
- 金島正彦（1974 - 1978）
- 金石昭人（1998）
- 金城基泰（1985）
- 金田正一（1965 - 1969）
- 金刃憲人（2007 - 2012）
- 兼吉寛（1951 - 1952）
- 鏑木悦純（1972 - 1977）
- ガブリエル（2016途 - 終了）
- 鎌田克彦（1957）
- アルキメデス・カミネロ（2017 - 2018）
- 上福元勤（1984 - 1986）
- 上領義晴（1969）
- キース・カムストック（1985 - 1986）
- 亀井善行（2005 - 2021）
- 加茂川重治（1984 - 1988）
- 鴨志田貴司（2002 - 2006）
- ビル・ガリクソン（1988 - 1989）
- 苅田久徳（1935）
- ホセ・アドリス・ガルシア（2016途 - 途）
- バルビーノ・ガルベス（1996 - 2000）
- 川相拓也（2015 - 2017）
- 川相昌弘（1983 - 2003）
- 川内雄富（1968途 - 1970）
- 川上哲治（1938 - 1942・1946 - 1958）
- 川上義信（1954 - 1958）
- 川口和久（1995 - 1998）
- 川口寛人（2011）
- 川口泰直（1988 - 1991）
- 川口容資（2008）
- 川崎徳次（1946 - 1949）
- 川嵜陽仁（2022 - 2024）
- 川藤龍之輔（1970 - 1972）
- 川中基嗣（1998 - 2007）
- 河野元貴（2010 - 2018）
- 河野正（1955 - 1961）
- 川畑博（1942 - 1944）
- 河原純一（1995 - 2005途）
- 川辺忠義（1990 - 1995）
- 川本大輔（2001 - 2004）
- 河本育之（2000 - 2004途）
- 神田直輝（2010 - 2011）

き
- 菊田拡和（2020 - 2024）
- 木佐貫洋（2003 - 2009）
- 岸敬祐（2010 - 2013）
- 岸川勝也（1994途 - 1997）
- 北篤（2015途 - 2017）
- 木田優夫（1987 - 1997）
- 北川芳男（1963 - 1966）
- 北迫謙二（1980 - 1982）
- 北野明仁（1979 - 1982）
- 北之園隆生（2014 - 2016）
- 北村拓己（2018 - 2023）
- 木次文夫（1960 - 1961）
- 木戸美摸（1955 - 1961）
- 木下透（1978 - 1981）
- 木下智裕（1986 - 1988）
- 木村正太（2005 - 2011）
- 木村拓也（2006途 - 2009）
- 木村由夫（1943）
- 木村龍治（1993 - 2004）
- 鬼屋敷正人（2010 - 2017）
- ゲーブ・キャプラー（2005 - 2005途）
- ギャレット（2016 - 2017）
- 清原和博（1997 - 2005）
- 金城龍彦（2015）

く
- 久慈次郎（1934）
- 楠安夫（1938 - 1942・1951 - 1954）
- ライアン・クック（2019）
- 工藤公康（2000 - 2006）
- 工藤隆人（2009 - 2011途）
- 工藤正明（1955 - 1959）
- 国松彰（1955 - 1970）
- 久保裕也（2003 - 2015）
- 久保木清（1950 - 1953）
- 久保田治（1966）
- 熊野輝光（1992 - 1993）
- 隈部一郎（1940 - 1942）
- 久米勇紀（2012途 - 終了）
- 公文克彦（2013 - 2016）
- 倉信雄（1935 - 1939）
- セス・グライシンガー（2008 - 2011）
- 倉田誠（1965 - 1976）
- ダン・グラッデン（1994）
- 倉骨道広（1975 - 1977）
- リック・クルーガー（1979 - 1979途）
- ヘクター・クルーズ（1983）
- ルイス・クルーズ（2016 - 2017途）
- マーク・クルーン（2008 - 2010）
- フェリペ・クレスポ（2002途 - 終了）
- 黒江透修（1964 - 1974）
- ゲーリー・グローバー（2006）
- イアン・クロール（2022途 - 終了）
- 黒沢俊夫（1944・1946 - 1947途）※現役中に死去。
- 黒田哲史（2002途 - 2006）
- 黒田重信（1957）
- 黒田真治（1976 - 1979）
- 黒田響生（2019 - 2022）
- 黒田能弘（1959 - 1961）
- ウォーレン・クロマティ（1984 - 1990）
- 桑田武（1969）
- 桑田真澄（1986 - 2006）
- 鍬原拓也（2018 - 2023）

け
- チャック・ケアリー（1992）
- アレックス・ゲレーロ（2018 - 2019）

こ
- 呉憲助（1982 - 1984）
- 呉波（1937 - 1943）
- 小池繁雄（1941 - 1943・1946）
- 小泉泰重（1976 - 1978）
- 香坂英典（1980 - 1984）
- 香田勲男（1984 - 1994）
- 河埜和正（1970 - 1986）
- 鴻野淳基（1985 - 1991）
- 河野博文（1996 - 1999）
- 高村良嘉（1995 - 1998）
- ブライアン・コーリー（2004途 - 終了）
- 古賀寅男（1959 - 1960）
- 古賀英彦（1962 - 1964）
- 古賀正明（1980）
- 小久保裕紀（2004 - 2006）
- 木暮力三（1942 - 1944）
- 小坂敏彦（1970 - 1972）
- 小坂誠（2006 - 2008）
- 小島圭市（1987 - 1994）
- ヘンリー・コトー（1994）
- 後藤敬介（1981 - 1982）
- 後藤孝志（1988 - 2005）
- 後藤光貴（2005途 - 終了）
- 小永井孝（1963 - 1964）
- 小林聡（1996 - 1999）
- 小林繁（1973 - 1978）
- 小林大誠（2016）
- 小林高也（2012）
- 小林雅英（2010）
- 小原秀天（1988）
- 小原沢重頼（1992 - 1997）
- 小平誠司（1968 - 1970）
- 駒田徳広（1981 - 1993）
- 小松俊広（1958 - 1962）
- 小松原博喜（1947 - 1954）
- 小山翔平（2018 - 2020）
- 小山雄輝（2011 - 2016）
- ディッキー・ゴンザレス（2009 - 2012）
- デニー・ゴンザレス（1991途 - 1992途）
- ルイス・ゴンザレス（2007 - 2008途）
- 紺田敏正（2011）
- 近藤金吾（1962 - 1965）
- 近藤貞雄（1944・1946 - 1947）
- 近藤隆正（1960 - 1963）

### さ行
さ
- 才所俊郎（1966 - 1971）
- 財前貴男（2011 - 2012）
- 齋藤圭祐（2009 - 2012）
- 斎藤誠二（1961 - 1964）
- 斉藤宜之（1995 - 2007）
- 斎藤雅樹（1983 - 2001）
- 斎藤勝博（1962 - 1967）
- 嵯峨健四郎（1968）
- 酒井順也（1999 - 2007）
- 栄村忠広（1983 - 1990）
- 坂口真規（2013 - 2017）
- 坂崎一彦（1956 - 1964）
- 坂本工宜（2017 - 2019）
- 坂本茂（1941 - 1943・1946）
- 佐川潔（1989 - 1992）
- 作田啓一（2007）
- 佐久間浩一（1990途 - 1993）
- 桜井俊貴（2016 - 2022）
- 迫丸金次郎（1974 - 1981）
- 佐々信義（1951）
- 佐々木明義（1995途 - 2001）
- 佐々木勲（1960 - 1961）
- 笹本信二（1982途 - 1986）
- 定岡正二（1975 - 1985）
- 佐藤謙治（1990 - 1995）
- 佐藤弘祐（2004 - 2009）
- 佐藤武夫（1944）
- 佐藤洋（1985 - 1994）
- 佐藤宏志（2000 - 2006）
- 佐藤裕幸（1996途 - 1998）
- 佐藤誠（1994 - 2000）
- 佐藤政夫（1970）
- 佐藤雅康（1947）
- 真田裕貴（2002 - 2008途・2012途 - 終了）
- 實松一成（2006途 - 2017）
- 佐野元国（1985 - 1989）
- 沢村栄治（1934 - 1937・1940 - 1941・1943）
- 澤村拓一（2011 - 2020途）
- 三田政夫（1938 - 1939）
- フリオ・サンタナ（2003途 - 2004）
- ルイス・サンチェ（1986 - 1987）
- エンジェル・サンチェス（2020 - 2021）
- 三森秀夫（1936夏）

し
- GG（2007途 - 終了）
- 塩崎真人（1948 - 1951）
- 塩月勝義（1975 - 1979）
- 塩原明（1959 - 1967）
- ブライアン・シコースキー（2004 - 2005）
- 篠崎四郎（1963 - 1965）
- 篠塚和典（1976 - 1994）
- 篠原慎平（2015 - 2018）
- 柴田勲（1962 - 1981）
- 柴田崎雄（1944）
- 柴田章吾（2012 - 2014）
- ジョン・シピン（1978途 - 1980）
- 島田博（1956 - 1958）
- 島田光夫（1948）
- 島田雄二（1966）
- 島貫省一（1980 - 1984）
- 島野修（1969 - 1975）
- 島本啓次郎（1978 - 1981途）
- 清水隆行（1996 - 2008）
- 清水善秋（1941 - 1943）
- 志村洋介（1979 - 1980）
- 下山学（2007）
- 姜建銘（2005途 - 2008）
- マット・シューメーカー（2022）
- 庄司智久（1972 - 1979）
- 城之内邦雄（1962 - 1971）
- 條辺剛（2000 - 2005）
- ジミー・ジョーンズ（1994 - 1995途）
- デービー・ジョンソン（1975途 - 1976）
- 白石敏男（1936 - 1943）
- 白幡隆宗（1989 - 1990）
- 新谷祐二（1973 - 1975）
- 進藤実（1999 - 2001）
- 新富卯三郎（1935）
- 新名耕三（1956 - 1957）

す
- 末次利光（1965 - 1977）
- 周防清（1963 - 1964）
- 菅野智之（2013 - 2024）
- 菅原勝矢（1964 - 1974）
- 杉内俊哉（2012 - 2018）
- 杉浦守（1986 - 1991）
- 杉江繁雄（1944）
- 杉本定介（1952 - 1954）
- 杉山晃紀（2009 - 2011）
- 杉山茂（1969 - 1982）
- 杉山直樹（1988 - 2000）
- 勝呂博憲（1988 - 1991）
- 鈴木弘規（1984 - 1985）
- 鈴木康平（2023途 - 2024）
- 鈴木尚広（1997 - 2016）
- 鈴木望（1990 - 1995）
- 鈴木伸良（1978 - 1983）
- 鈴木誠（2007 - 2008）
- 鈴木実（1953 - 1954）
- 鈴木康友（1978 - 1984）
- 鈴木優（2022）
- 鈴木田登満留（1939 - 1940）
- 須田博（1934 - 1944）
- 須藤豊（1962 - 1968）
- 須永英輝（2011 - 2015途）
- 角三男（1978 - 1989途）
- レジー・スミス（1983 - 1984）
- 炭谷銀仁朗（2019 - 2021途）
- ジャスティン・スモーク（2021 - 2021途）
- 諏訪裕良（1946 - 1947）

せ
- 背尾伊洋（1998途 - 2000）
- 関口清治（1948）
- 関口正巳（1954・1958）
- 関根潤三（1965）
- 関本四十四（1968 - 1975）
- クリス・セドン（2014）
- フレデリク・セペダ（2014途 - 2015）
- 千田啓介（1962 - 1969）

そ
- 添島時人（1955 - 1960）
- 十川孝富（2000 - 2007）
- 十川雄二（2002 - 2006）
- 征矢高行（1952 - 1953）
- マヌエル・ソリマン（2016途 - 2017）

### た行
た
- 平良拳太郎（2014 - 2016）
- 髙井俊（2017 - 2020）
- 高木京介（2012 - 2016途・2017 - 2023）
- 高木勇人（2015 - 2017）
- 高木康成（2010 - 2014）
- 高口隆行（2011 - 2013）
- 高倉照幸（1967 - 1968）
- 高田繁（1968 - 1980）
- 髙田萌生（2017 - 2020途）
- 高田誠（1987 - 1991）
- 髙田竜星（2022 - 2023）
- 高梨芳昌（1989 - 1991）
- 高野忍（1999 - 2003）
- 高野進（1951 - 1952）
- 高野初司（1959 - 1960）
- 高橋明（1961 - 1970）
- 高橋栄一郎（1961 - 1962）
- 高橋英二（1971 - 1975）
- 高橋一三（1965 - 1975）
- 髙橋洸（2012 - 2017）
- 髙橋信二（2011途 - 終了）
- 髙橋慎之介（2015 - 2016）
- 高橋直樹（1986）
- 高橋尚成（2000 - 2009）
- 高橋正勝（1956 - 1960）
- 髙橋優貴（2019 - 2024）
- 高橋由伸（1998 - 2015）
- 高橋良昌（1973 - 1977）
- 高林恒夫（1961 - 1962）
- 高見昌宏（1987 - 1997）
- 高山竜太朗（2017 - 2020）
- 瀧安治（1964 - 1973）
- 田口麗斗（2014 - 2021途）
- 竹下光郎（1957 - 1959）
- 竹嶋祐貴（2008 - 2010）
- 武田一浩（2002）
- 武宮敏明（1947 - 1952）
- 田島洸成（2016 - 2019）
- 田尻茂敏（1971 - 1975）
- 田代須恵雄（1937秋 - 1939）
- 多田文久三（1941 - 1943・1946 - 1953）
- 巽大介（2016 - 2020）
- 立岡宗一郎（2012途 - 2024）
- 伊達昌司（2005途 - 2006）
- 田中章（1969 - 1970）
- 田中久寿男（1966 - 1968）
- 田中健太郎（1998 - 2002）
- 田中耕一郎（1962 - 1965）
- 田中俊太（2018 - 2020）
- 田中大輝（2015 - 2018）
- 田中大二郎（2007 - 2012）
- 田中太一（2011 - 2016）
- 田中貴也（2015 - 2020途）
- 田中資昭（1947 - 1949）
- 田中豊樹（2020 - 2023）
- 田中允（1963）
- 田中優大（2018 - 2021）
- 田辺路朗（2000）
- 谷浩弥（2000 - 2003）
- 谷佳知（2007 - 2013）
- ダニエル・ミサキ（2021 - 2022）
- 谷岡竜平（2017 - 2023）
- 谷口紀念治（1946）
- 谷口功一（1992 - 1997）
- 谷山高明（1972 - 1976）
- 種部儀康（1962 - 1969）
- 田畑一也（2001途 - 2002）
- 田原啓吾（2013 - 2016）
- 田原誠次（2012 - 2020）
- 田部武雄（1935 - 1936夏）
- 玉井信博（1973 - 1975）
- 玉峰伸典（1999 - 2001途）
- 田村勲（1975 - 1979）
- 田村幹雄（1943 - 1944）
- 樽見金典（1987 - 1989）
- マリアーノ・ダンカン（1998）

ち
- 千葉茂（1938 - 1941・1946 - 1956）
- 趙成珉（1996 - 2002）
- 鄭珉哲（2000 - 2001）
- 鄭珉台（2001 - 2002）

つ
- 崔暁（2006途 - 終了）
- 辻東倫（2013 - 2018）
- 辻佳之（1965）
- 辻内崇伸（2006 - 2013）
- 辻村隆（1952 - 1954）
- 津末英明（1989 - 1990）
- 津田四郎（1935 - 1937・1941）
- 槌田誠（1967 - 1976）
- 土田瑞起（2012 - 2017）
- 土本恭平（2010 - 2012）
- 土屋正孝（1954 - 1960）
- 筒井修（1936 - 1937・1941）
- 恒村勝美（1973 - 1975）
- 津野剛志（1965）
- 円谷英俊（2007 - 2012）
- 坪口高樹（1953）
- 鶴岡一成（2008途 - 2011）
- 鶴丸嘉蔵（1952）
- 鶴見信彦（1991）

て
- ナティーノ・ディプラン（2020）
- ジョー・ディロン（2006）
- エリック・テームズ（2021 - 2021途）
- 出口雄大（1990 - 1998）
- エルマー・デセンス（1999途 - 終了）
- 手塚明治（1949 - 1954）
- デビット（1997途 - 終了）
- 寺内崇幸（2007 - 2018）
- 寺口博之（1957 - 1959）
- ヘクター・デラクルーズ（1991 - 1991途）
- ホセ・デラクルーズ（2022 - 2023）
- 寺本哲治（1949 - 1954）
- ルビー・デラロサ（2019途 - 2022）

と
- 土井健大（2011）
- 土居章助（1961）
- 土井正三（1965 - 1978）
- 土居正史（1984途 - 終了）
- 東野峻（2005 - 2012）
- 遠山隆男（1943）
- カルロス・トーレス（2011）
- 渡海昇二（1961 - 1963）
- 栂野雅史（2006 - 2010途）
- 土岐道雄（1954 - 1959）
- 所憲佐（1970 - 1980）
- 戸田吉蔵（1943・1946）
- 十時啓視（1960 - 1961）
- 戸根千明 （2015 - 2022）
- 堂上剛裕（2015 - 2017）
- ゲーリー・トマソン（1981 - 1982）
- 富田清吾（1969 - 1972）
- 富田勝（1973 - 1975）
- 富山佐久雄（1957）
- 豊田清（2006 - 2010）
- 鳥坂九十九（1978 - 1979）

### な行
な
- 内藤久（1970）
- 内藤博文（1948 - 1958）
- 中井大介（2008 - 2018）
- 中井康之（1973 - 1984）
- 永井洋二郎（1949 - 1950）
- 永池恭男（1998 - 2002）
- 長江翔太（2014 - 2016）
- 中尾孝義（1989 - 1992途）
- 長尾敏広（1967 - 1970）
- 中尾碩志（1939 - 1942・1946 - 1957）
- 長岡久夫（1946 - 1947）
- 中里篤史（2010 - 2011）
- 中沢秀一（1978 - 1980）
- 仲澤広基（2009 - 2012）
- 永沢富士雄（1935 - 1943）
- 長嶋一茂（1993 - 1996）
- 長嶋茂雄（1958 - 1974）
- 長島進（1951途 - 1952）
- 中島治康（1934 - 1943・1946 - 1949）
- 中島浩人（1984 - 1987）
- 中島宏之（2019 - 2023）
- 中島執（1949 - 1954）
- 中条善伸（1981 - 1984）
- 中田翔（2021途 - 2023）
- 長田昌浩（2003 - 2006）
- 中田好彦（1980 - 1981）
- 中谷仁（2012）
- 中司得三（1979 - 1984）
- 中畑清（1976 - 1989）
- 中濱裕之（2003 - 2005）
- 長原孝治（1947）
- 中村昭（1979 - 1983）
- 中村国雄（1950 - 1952）
- 中村常寿（1959 - 1961）
- 中村隼人（2004途 - 2005）
- 中村政美（1943 - 1944）
- 中村益章（1971 - 1972）
- 中村稔（1957 - 1969）
- 中村裕（1974 - 1975）
- 中村善之（1998 - 2000）
- 中室幹雄（1968 - 1969）
- 永本裕章（1980）
- 長山静男（1951）
- 中山武（1935 - 1936・1938 - 1939）
- 中山俊之（1975 - 1978）
- 那須静雄（1959 - 1961）
- 七森由康（1962 - 1964）
- 奈良木陸（2021 - 2023）
- 成重春生（1980）
- 成田友三郎（1936秋 - 1938）
- 成瀬功亮（2011 - 2018）
- 難波昭二郎（1958 - 1961）

に
- 新浦壽夫（1968 - 1983）
- 二岡智宏（1999 - 2008）
- 仁志敏久（1996 - 2006）
- 西尾亨（1980 - 1985）
- 西尾善政（1981 - 1983）
- 西岡良洋（1990 - 1994）
- 西田亨（1952 - 1955）
- 西野忠臣（1959 - 1963）
- 西村健太朗（2004 - 2018）
- 西村高司（1973 - 1975）
- 西村優希（2008 - 2010）
- 西本和美（1982 - 1985途）
- 西本聖（1975 - 1988・1994途 - 終了）
- 西山一宇（1993 - 2003）
- 西山秀二（2005）
- 西山正巳（1960 - 1963）
- 二出川延明（1935）
- 二宮至（1976 - 1983）
- 仁村薫（1982 - 1987）

ぬ
- 沼田翔平（2019 - 2022）

ね
- 根市寛貴（2001 - 2003）

の
- ノエル（2010途 - 終了）
- 野上亮磨（2018 - 2021）
- 野草義輝（1948 - 1949）
- 野口勝治（1963 - 1968）
- 野口茂樹（2006 - 2008）
- 野口元三（1960 - 1962）
- 野間口貴彦（2005 - 2015）
- 野村克則（2004）
- 野村空生（1998 - 2001）
- 野村高義（1938）

### は行
は
- ジェシー・バーフィールド（1993）
- デニス・バーフィールド（1979）
- ジェラルド・パーラ（2020）
- エイドリアン・バーンサイド（2008 - 2009）
- スコット・ハイネマン（2021途 - 終了）
- ジャック・ハウエル（1995）
- ジェレミー・パウエル（2006 - 2007）
- 萩原哲（2021 - 2024）
- 萩原寛（1944・1946 - 1952）
- 萩原康弘（1970 - 1975）
- 橋口敏英（1980 - 1982）
- 橋沢俊夫（1947）
- 橋本篤郎（2016 - 2020）
- 橋本到（2009 - 2018）
- 橋本清（1988 - 2000）
- 橋本敬司（1983 - 1986）
- 長谷川潤（2016 - 2017）
- ジョン・パセラ（1987途 - 終了）
- 畠世周（2017 - 2024）
- 畑福俊英（1935）
- 服部貞夫（1959）
- ブライアン・バニスター（2011 - 2011途）※入団するも、開幕前に無断で帰国して制限選手となり、そのまま引退。
- 羽根川竜（1992 - 1996）
- 馬場正平（1955 - 1959）
- 浜村健史（1971 - 1972）
- 林清一（1936・1940 - 1943・1946 - 1947）
- 林千代作（1966 - 1969）
- 林哲雄（1984 - 1987）
- 林昌範（2002 - 2008）
- 林泰宏（1980 - 1983）
- 原俊介（1996 - 2006）
- 原辰徳（1981 - 1995）
- 原正俊（1991 - 1992）
- 原田明広（1985 - 1991）
- 原田治明（1973 - 1981）
- 張本勲（1976 - 1979）
- 板東順司（1968 - 1970）
- 板東洋司（1972 - 1974）

ひ
- タイラー・ビーディ（2023）
- チアゴ・ビエイラ（2020 - 2022）
- 比嘉賢伸（2018 - 2020）
- 樋笠一夫（1951 - 1957）
- 樋沢良信（1971 - 1975）
- 日高博之（1989 - 1990）
- 尾藤竜一（2009 - 2011）
- クリスチャン・ビヤヌエバ（2019）
- 平井快青（2019 - 2021）
- 平井三郎（1951 - 1957）
- 平尾邦彦（1963 - 1964）
- 平岡政樹（2004 - 2006）
- 平田薫（1976 - 1984）
- 平間隼人（2020 - 2022）
- 平松一宏（1998 - 2001）
- 平山菊二（1937 - 1942・1947 - 1949）
- エリック・ヒルマン（1997 - 1998）
- 廣岡大志（2021途 - 2023途）
- 広岡達朗（1954 - 1966）
- 広沢克（1995 - 1999）
- 広瀬習一（1941 - 1942）
- 広田順（1952 - 1956）
- 広田浩章（1986 - 1994）
- 広野功（1971 - 1973）
- 広畑塁（2018 - 2020）

ふ
- 黄志龍（2010 - 2011）
- ジョシュ・フィールズ（2011途 - 終了）
- 深沢和帆（2007 - 2008）
- 深沢修一（1967 - 1968途）
- 深田拓也（2006 - 2010）
- 深町亮介（2007 - 2008）
- 福井敬治（1995 - 2004）
- 福泉敬大（2011）
- 福王昭仁（1986 - 1999）
- 福島敬光（1984 - 1985）
- 福島知春（1973 - 1983）
- 福住勝（1979 - 1980）
- 福田聡志（2006 - 2015）
- 福田昌久（1963 - 1964）
- 福元淳史（2009 - 2012途）
- 藤井秀悟（2010 - 2011）
- 藤尾茂（1953 - 1965）
- 藤岡貴裕（2019途 - 2020）
- 藤岡寛生（1985 - 1992）
- 藤崎靖彦（1991 - 1992）
- 藤城和明（1977 - 1982途）
- 藤田賢治（1972 - 1974）
- 藤田宗一（2008 - 2010）
- 藤田浩雅（1992 - 1996）
- 藤田元司（1957 - 1964）
- 藤村大介（2008 - 2017）
- 藤本健作（1959 - 1963）
- 藤本健治（1985 - 1993）
- 藤本治一郎（1947）
- 藤本茂喜（1983 - 1989）
- 藤本伸（1956 - 1963）
- 藤本貴久（1981 - 1984）
- 藤本英雄（1942 - 1944・1946・1948 - 1955）
- 藤原利美（1948 - 1952）
- 伏島良平（1989 - 1996）
- 船田和英（1962 - 1965）
- アダム・ブライト（2011）
- マイク・ブラウン（1990）
- フィル・ブラッドリー（1991）
- ホアン・フランシスコ（2015途 - 終了）
- ミッキー・ブラントリー（1993途 - 終了）
- ルイス・ブリンソン（2023）
- 古川祐樹（2008 - 2012）
- 古川侑利（2019途 - 2021）
- 古城茂幸（2006途 - 2013）
- 古家武夫（1946 - 1947）

へ
- 屏道夫（1962 - 1964）
- コリー・ベイリー（2003）
- ロベルト・ペタジーニ（2003 - 2004）
- 別所毅彦（1949 - 1961）
- ロドニー・ペドラザ（2003 - 2003途）
- カルロス・ペレス（2015途 - 2016）
- ヨーキス・ペレス（1992 - 1992途）

ほ
- ジョン・ボウカー（2012 - 2013）
- デニス・ホールトン（2012 - 2013）
- 外園正（1976 - 1978）
- 星孝典（2005 - 2011途）
- 保科広一（2021 - 2023）
- 星野任（1960 - 1961）
- 星野真澄（2010 - 2014）
- ホセ（1999）
- 堀田明（1964 - 1967）
- 堀田徹（1983）
- グレゴリー・ポランコ（2022）
- 堀内庄（1954 - 1963）
- 堀内恒夫（1966 - 1983）
- 堀岡隼人（2017 - 2023）
- 堀尾文人（1935）
- 堀田一郎（1997 - 2006）
- 堀場英孝（1990）
- 堀本律雄（1960 - 1962）
- デーモン・ホリンズ（2007）
- アーロン・ポレダ（2015 - 2016）
- ロイ・ホワイト（1980途 - 1982）

### ま行
ま
- MICHEAL（2009 - 2011）
- マイルズ・マイコラス（2015 - 2017）
- 前川八郎（1936 - 1938）
- 前田研輝（2021 - 2024）
- 前田隆（1989 - 1997）
- 前田幸長（2002 - 2007）
- 真木将樹（2001途 - 2002）
- ケーシー・マギー（2017 - 2018）
- 槙原寛己（1982 - 2001）
- スコット・マシソン（2012 - 2019）
- 桝重正（1951 - 1952）
- 益田昭雄（1962 - 1967）
- 益田明典（1988 - 1991）
- 増田浩（1961途 - 終了）
- 町田行彦（1965）
- 松井秀喜（1993 - 2002）
- 松井義弥（2019 - 2021）
- 松尾輝義（1970 - 1979）
- 松尾英治（1983 - 1989）
- 松岡正樹（1992 - 1995）
- 松岡光雄（1954 - 1955）
- シェーン・マック（1995 - 1996）
- 松崎啄也（2016 - 2017）
- 松澤裕介（2017 - 2018）
- 松下健次（1962 - 1964）
- 松下秀文（1956 - 1959）
- 松田清（1949 - 1955）
- 松谷竜二郎（1989 - 1995途）
- 松田宣浩（2023）
- 松冨倫（2013）
- 松原明夫（1969 - 1972）
- 松原聖弥（2017 - 2024途）
- 松原誠（1981）
- 松原靖（1986 - 1991）
- 松原由昌（1975 - 1977）
- 松村正晴（1964 - 1967）
- 松本基淳（1979 - 1981）
- 松本匡史（1977 - 1987）
- 松本哲也（2007 - 2017）
- 松本正幸（1969 - 1974）
- 松本竜也（2012 - 2015）
- 真鍋安政（1967 - 1972）
- マリオ（1996途 - 終了）
- 丸木重信（1946・1949）
- マルティネス（2017 - 2019）
- ドミンゴ・マルティネス（1999途 - 2001）
- 丸毛謙一（2011 - 2013）
- 丸山隆男（1964 - 1965）
- スコット・マレン（2005途 - 終了）
- ジェフ・マント（1996 - 1996途）

み
- ジョン・バートン・ミアディッチ（2005途 - 終了）
- 三浦貴（2001 - 2007）
- 三浦方義（1952 - 1955）
- 三上朋也（2023）
- 三木均（2005 - 2008）
- 三澤興一（1997 - 2001途・2004）
- 水沢薫（1987 - 1992）
- 水谷孝（1976）
- 水野雄仁（1984 - 1996）
- 水野忠彦（1944・1946）
- 水原茂（1935 - 1942・1949途 - 1950）
- ダン・ミセリ（2005 - 2005途）
- 三井康浩（1979 - 1984）
- 光山英和（1999途 - 2000）
- 皆木敏夫（1968 - 1971）
- 南温平（1949 - 1954）
- 南和彰（2004 - 2006）
- 南真一郎（1998途 - 2002）
- 南村侑広（1951 - 1957）
- 三野勝大（1994 - 1999途）
- 簑田浩二（1988 - 1990途）
- 三原修（1935 - 1938）
- 三平孝広（1968）
- 宮國椋丞（2011 - 2020）
- 三宅宗源（1984 - 1985）
- 宮﨑一彰（2000 - 2003）
- 宮下信明（1944・1946 - 1947）
- 宮田征典（1962 - 1969）
- 宮寺勝利（1963 - 1966）
- 宮本和知（1985 - 1997）
- 宮本二郎（1949 - 1950）
- 宮本武文（2009 - 2012）
- 宮本敏雄（1955途 - 1962）
- 宮本洋二郎（1965 - 1966）
- 三好主（1942 - 1944・1946）
- 三好正晴（1992 - 1993）

む
- 武藤充夫（1962）
- 棟居進（1952 - 1957）
- 村上海斗（2018 - 2020）
- 村瀬広基（1961 - 1965）
- 村田修一（2012 - 2017）
- 村田真一（1982 - 2001）
- 村田透（2008 - 2010）
- 村田善則（1993 - 2008）

め
- ダレル・メイ（2000 - 2001）
- クリストファー・クリソストモ・メルセデス （2017 - 2022）
- ヨアンデル・メンデス（2023 - 2024）
- エクトル・メンドーサ（2014途 - 2016）

も
- ロイド・モスビー（1992途 - 1993）
- イスラエル・モタ（2019 - 2020）
- 持田誠（1949 - 1951）
- 元木大介（1991 - 2005）
- 本原正治（1986 - 1990途）
- 籾山幸徳（2008 - 2011）
- 森和樹（2012 - 2014）
- 守貞夫（1956）
- 森昌彦（1955 - 1974）
- 森田実（1984 - 1989）
- 森谷昭（1979 - 1983）
- 森永勝也（1967 - 1970）
- 森福允彦（2017 - 2019）
- ココ・モンテス（2024途 - 終了）
- 門奈哲寛（1993 - 1999）

### や行
や
- 八百板卓丸（2020 - 2022）
- 矢沢正（1967 - 1978）
- 屋鋪要（1994 - 1995）
- 矢島粂安（1935）
- 矢島陽平（2016 - 2017）
- 八島米雄（1948）
- 安原達佳（1954 - 1963）
- 安原政俊（1999 - 2002）
- 谷内田敦士（2008 - 2011）
- 八浪彬雄（1953 - 1954）
- 柳沢裕一（1994 - 1999途）
- 柳田利夫（1963 - 1967）
- 柳田真宏（1969 - 1979・1981 - 1982）
- 矢貫俊之（2015途 - 2016）
- 矢野謙次（2003 - 2015途）
- 矢ノ浦国満（1968）
- 矢部祐一（1969 - 1972）
- 山内新一（1968 - 1972）
- 山岡勝（1980 - 1985）
- 山上信吾（2018 - 2020）
- 山川喜作（1946 - 1951）
- 山川和大（2017 - 2021）
- 山口俊（2017 - 2019・2021途 - 2022）
- 山口鉄也（2006 - 2018）
- 山倉和博（1978 - 1990）
- 山崎章弘（1980 - 1989）
- 山崎登由（1962 - 1964）
- 山崎弘美（1952 - 1960）
- 山崎正之（1961 - 1964）
- 山﨑友輔（2021 - 2024）
- 山下亜文（2019）
- 山下航汰（2019 - 2021）
- 山下司（1967 - 1976）
- 山下浩宜（2001 - 2003）
- 山田潔（1946）
- 山田幸造（1954 - 1958）
- 山田真介（1998 - 2006途）
- 山田武史（1987 - 1990途）
- 山田直政（1968）
- 山本一輝（2021 - 2023）
- 山本栄一郎（1935 - 1942）
- 山本和生（1973 - 1978）
- 山本和作（2009 - 2012）
- 山本勝哉（1985途 - 1987）
- 山本賢寿（2004 - 2005）
- 山本功児（1976 - 1983）
- 山本幸二（1982 - 1991）
- 山本英規（1963 - 1965）
- 山本雅夫（1984 - 1986）
- 山本光将（2003 - 2008）
- 山本泰寛（2016 - 2020）
- 八幡英男（1961 - 1965）
- テイラー・ヤングマン（2018 - 2019）

ゆ
- 柚木秀夫（1975 - 1987）
- 湯口敏彦（1971 - 1973途）※現役中に死去。

よ
- 陽岱鋼（2017 - 2021）
- 横尾智正（1962 - 1965）
- 横川史学（2013 - 2015）
- 横川雄介（2003 - 2006）
- 横山忠夫（1972 - 1977）
- 吉井修（1958 - 1959）
- 吉江英四郎（1950）
- 吉岡雄二（1990 - 1996）
- 吉川大幾（2015 - 2020）
- 芳川庸（2012 - 2016）
- 吉川光夫（2017 - 2019途）
- 吉川元浩（2003 - 2007）
- 吉沢克美（1977 - 1980）
- 吉沢秀和（1963 - 1968）
- 吉田勝豊（1965 - 1967）
- 吉田修司（1989 - 1994途）
- 吉田孝司（1965 - 1984）
- 吉田強（1950 - 1951）
- 吉武真太郎（2007 - 2008）
- 吉永幸一郎（2001 - 2003）
- 吉野晃司（1961）
- 吉原孝介（1991 - 1999途）
- 義原武敏（1956 - 1961）
- 吉原正喜（1938 - 1941）
- 吉村禎章（1982 - 1998）
- 吉村将生（1998 - 2001）
- 吉村典男（1969 - 1972）
- 四條稔（1989 - 1995途）
- 与那城隆（1980 - 1983）
- 與那原大剛（2016 - 2022）
- 与那嶺要（1951途 - 1960）
- 米倉忠信（1991）

### ら行
ら
- ラスティ・ライアル（2011）
- クライド・ライト（1976 - 1978）
- ゲーリー・ラス（2003）
- アレックス・ラミレス（2008 - 2011）
- ユーリー・ラモス（2023途 - 2024途）
- レイミン・ラモス（2019 - 2020）
- マット・ランデル（2003 - 2004）

り
- 李景一（2001 - 2004）
- 李昱鴻（2008 - 2011）
- リベラ（1939）
- 廖任磊（2017 - 2018）
- 林羿豪（2006途 - 2013）
- ジャック・リンド（1977途 - 終了）

る
- ルイス（1997 - 1997途）

れ
- クリス・レイサム（2003途 - 2004）

ろ
- 呂明賜（1988 - 1991）
- タフィー・ローズ（2004 - 2005）
- ホセ・ロペス（2013 - 2014）
- ヨアン・ロペス（2023）
- レビ・ロメロ（2009 - 2012途）

### わ
- 若林晃弘（2018 - 2024途）
- 脇谷亮太（2006 - 2013・2016 - 2018）
- 若生忠泰（1969 - 1970）
- ジョン・ワズディン（2002）
- 和田凌太（2011 - 2014）
- 和田恋（2014 - 2019途）
- 渡部久二男（1953 - 1955）
- 渡辺貴洋（2012 - 2013）
- 渡辺秀武（1963 - 1972）
- 渡辺政仁（1986 - 2000）
- 渡部弘（1944・1946）

## 歴代監督
- 藤本定義（1936 - 1942）
- 中島治康（1943・1946途 - 1947途）
- 藤本英雄（1944・1946 - 1946途）
- 三原修（1947途 - 1949）
- 水原茂（1950 - 1960）
- 川上哲治（1961 - 1974）
- 長嶋茂雄（1975 - 1980・1993 - 2001）
- 藤田元司（1981 - 1983・1989 - 1992）
- 王貞治（1984 - 1988）
- 原辰徳（2002 - 2003・2006 - 2015・2019 - 2023）
- 堀内恒夫（2004 - 2005）
- 高橋由伸（2016 - 2018）
- 阿部慎之助（2024 - ）

監督代行
- 中島治康（1949）※三原の出場停止（三原ポカリ事件による）に伴う。
- 川上哲治（1960）※水原の出場停止に伴う。
- 川相昌弘（2014・2015）※2014年は原のチーム離脱（父・原貢の見舞い）、2015年は原の病気療養（インフルエンザ）に伴う。

## 永久欠番
- 1 - 王貞治（一塁手）
- 3 - 長嶋茂雄（三塁手）
- 4 - 黒沢俊夫（外野手）
- 14 - 沢村栄治（投手）
- 16 - 川上哲治（一塁手）
- 34 - 金田正一（投手）